# Otoakustiska emissioner (OAE)
Otoakustiska emissioner är svaga ljud som kan registreras i hörselgången och anses återspegla ett biologiskt aktivt inneröra (cochlea). Registrering av otoakustiska emissioner används ofta vid hörselprov. Sedan 2005 erbjuds alla nyfödda barn i Sverige denna typ av hörselscreeningtest redan på BB. Syftet med hörselprov för nyfödda är att så tidigt som möjligt upptäcka hörselskador hos barn och så snabbt som möjligt initiera habiliterande åtgärder för att främja barnens tal- och språkutveckling.
Otoakustiska emissioner påvisades och uppmättes första gången 1978 av David Kemp och ledde till en omfattande förändring inom hörselforskning och klinisk audiologi och även förändrade hur vår förståelse för hur innerörat fungerar. Emissionerna kallas ibland också för cochleära emissioner eller cochleära ekon (engelska: Kemp's echoes).

## Bakgrund
I mer än 200 år har man vetat att innerörat omvandlar ljudvågor till nervimpulser som leds via hörselnerven upp till hjärnan. Många teorier om hur innerörat fungerar har förekommit. Georg von Békésy etablerade under 1940-talet teorin om innerörat som ett mekaniskt passivt och linjärt system med en vandrade våg över basilarmembranet. 1961 erhöll Georg von Békésy Nobelpris i fysiologi eller medicin för sina upptäckter.

## Metod
Metoden vid registrering av otoakustiska emissioner är enkel. Testutföraren placerar en prob/propp innehållande en ljudgivare och mikrofon i hörselgången. Vid registrering av spontana emissioner tillförs inget yttre ljud utan örats spontana ljudaktivitet registreras. Vid registrering av framkallade emissioner skickar ljudgivaren ut stimuli i form av klickljud eller två rena toner som via hörselgång och mellanöra sätter innerörats hårceller i rörelse. Dessa rörelser skapar i sin tur ett "eko" som transporteras tillbaka till hörselgången och kan registreras av mikrofonen i mätproben. Resultatet vid hörselprov registreras som godkänt eller icke godkänt.
Om hörselmätningen inte är godkänd kan hörseln ändå vara normal. Fosterfett, fostervatten eller vätska i öronen påverkar testresultatet. Vid ej godkända svar görs testet om.
Hos 1–2 av 1000 nyfödda barn finner man en hörselnedsättning. Dessa barn följs upp av hörselklinik.

## Klassificeringar av otoakustiska emissioner
Otoakustiska emissioner kan mätas i hörselgången utan tillförsel av yttre stimuli som spontana emissioner (engelska: spontanousley evoked otoacoustic emissions, SOAE) eller framkallas av ett akustiskt stimuli (evoked otoacoustic emissions, EOAE). EOAE i sin tur delas i olika kategorier beroende på vilken typ av stimuli som använts:
- TEOAE (transient evoked otoacoustic emissions)
- DPOAE (distortion product otoacoustic emissions)
- SFOAE (stimulus frequency otoacoustic emissions)

Spontana, transienta och distorsionsproduktsemissioner används i Sverige ofta kliniskt. SFOAE är ett svar från innerörat vid samma frekvens som den kontinuerliga ton som utgör stimuli. Detta är dock svårt att mäta och förenat med en komplicerad och en kommersiellt användbar mätutrustning för detta saknas.

## Spontana otoakustiska emissioner (SOAE)
SOAE är ljud som kan registreras i hörselgången utan tillförsel av yttre akustiskt stimuli. SOAE kan registreras hos cirka 30–50 procent av alla personer med normal hörsel (cirka 30 procent hos män och cirka 50 procent hos kvinnor). Prevalensen av SOAE hos personer över 50 år är markant reducerad.

## Transienta otoakustiska emissioner (TEOAE)
TEOAE används vid den nationella hörselscreeningen i Sverige. Transient evoked otoacoustic emissions kan mätas upp i hörselgången som ett svar på transient klickljudssimuli och visar ett svar från innerörat efter tillförsel av stimuli. Klicket är den mest använda typen av stimuli då klickets energi sträcker över ett brett frekvensområde. Svaret börjar mätas efter 3 ms och mäts till 20,5 ms efter stimuli presenterats. TEOAE kan registreras hos i stort sett alla personer med normal hörsel och påvisar en normal funktion i de yttre hårcellerna i innerörat. OAE finns hos 96–100 procent av normalhörande öron och är frånvarande vid en hörselnedsättning större än 25-35 dB HL.

## Distorsionsprodukt emissioner (DPOAE)
DPOAE är svar i form av intermodulationsprodukter som bildas när örat utsätts för två sinustoner (primärtoner), {\displaystyle f_{1}} och {\displaystyle f_{2}}, samtidigt där tonerna har olika frekvens och olika intensitet (vanligen 65–55 dBSPL eller 65 för båda). Förhållandet mellan tonerna är ({\displaystyle f_{1}{\mbox{ }}:{\mbox{ }}f_{2}}) där {\displaystyle f_{1}} har lägre frekvens än {\displaystyle f_{2}} och {\displaystyle f_{1}} är starkare i ljudnivå än {\displaystyle f_{2}}. Den primära distorsionsprodukten efter stimuli ses vid frekvensen ({\displaystyle f_{dp}}) relaterat matematiskt till primärtonerna. De två mest framträdande ses vid {\displaystyle f_{dp}=2f_{1}-f_{2}} (vanligast vid hörselprov) och {\displaystyle f_{dp}=f_{2}-f_{1}}.